# SPAR (nemzetközi cég)
A SPAR hollandiai székhelyű nemzetközi élelmiszer-kereskedelmi üzletlánc, amely Európa, Ausztrália, Afrika és Ázsia 48 országában, köztük Magyarországon is, mintegy 13 984 üzletet üzemeltet. Ezzel a világ legnagyobb élelmiszer-kereskedő láncainak sorába tartozik. Anyavállalata az ASPIAG, székhelye Amszterdamban, a magyarországi leányvállalaté Bicskén található.

## A név eredete

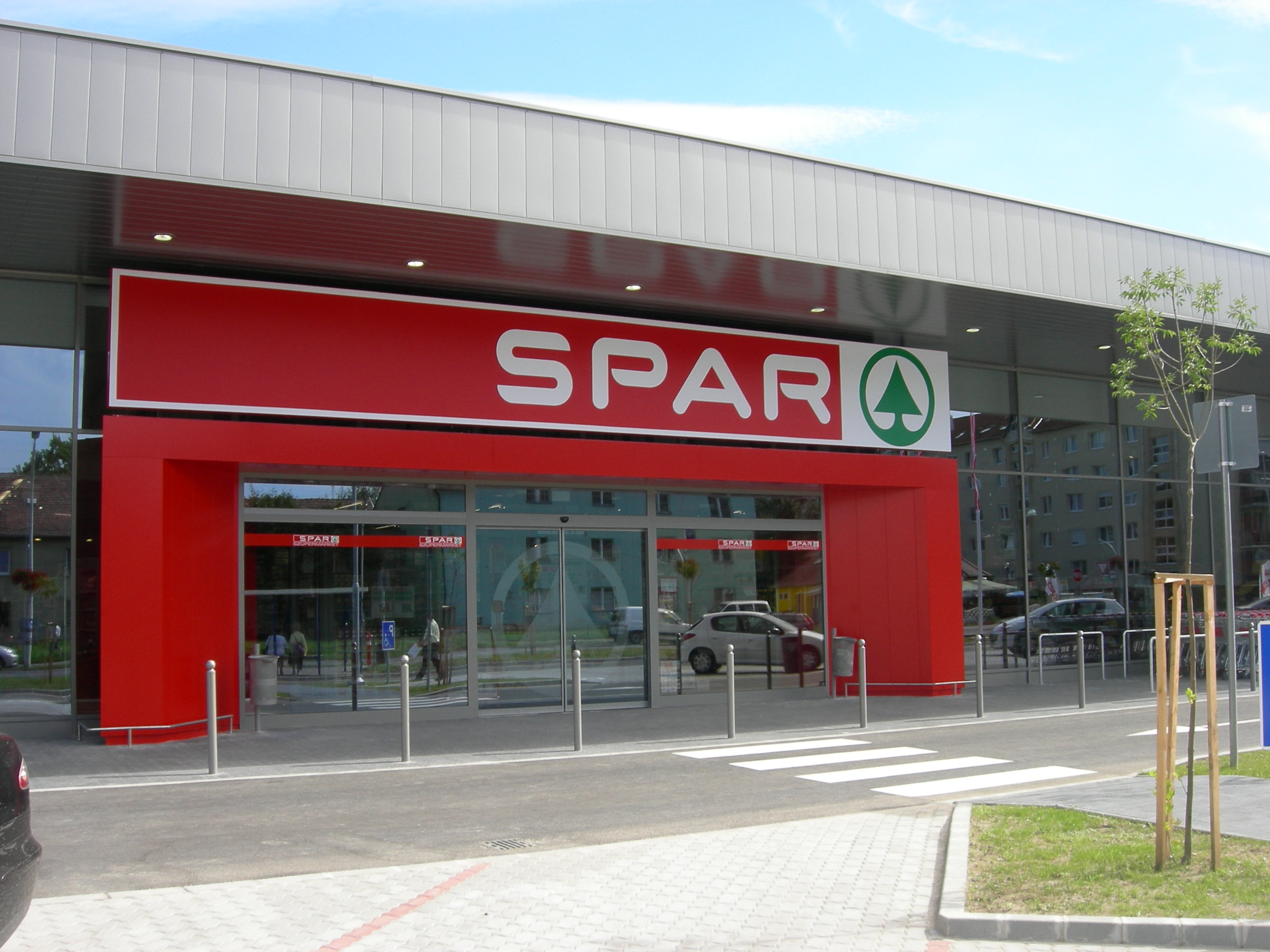
Modern SPAR áruházi bejárat

A SPAR vezérgondolata: „Kölcsönös együttműködéssel mindenki nyer”. A holland jelmondat (Door Eendrachtig Samenwerken Profiteren Allen Regelmatig) szavainak kezdőbetűi a DE SPAR betűszót adják ki, ami hollandul fenyőt jelent. Ezért választotta a SPAR logójának a fenyőt, amely az évek során együtt változott a vállalatcsoporttal.

### Védjegyek
A SPAR Csoport által használt védjegyek Magyarországon: INTERSPAR, SPAR, DE SPAR, SPAR partner, a SPAR market és a SPAR express, CitySPAR, Hervis, SES (SPAR European Shopping Centers).

## A vállalatcsoport története
A SPAR-t Adriaan van Well kereskedő alapította a hollandiai Zoetermeerben 1932-ben. A cég a kezdetekben önálló nagy- és kiskereskedők kereskedelmi láncba szerveződött szabad társulása volt. Napjainkban a SPAR a világ egyik legnagyobb franchise kereskedelmi lánca, ugyanazon a néven és egységes logóval, de nem multinacionális alapon tevékenykedik.
A sikeres hollandiai működés példája nyomán az 1950-es évektől gyorsan elterjedt a modell előbb Európában, majd Afrika és a Távol-Kelet következett, az 1990-es években pedig létrejött az ausztráliai szervezet is. A SPAR nemzetközi áruházlánc 2024. december 31-én négy kontinens 48 országára terjedt ki, több mint 13 ezer különböző nagyságú egységgel és mintegy hatmillió négyzetméter eladótérrel. Az amszterdami székhelyű Nemzetközi SPAR Központ az áruházlánc koordinatív összefogója.

## SPAR a világon

Országok, ahol a SPAR jelen van

| Európa - Albánia - Ausztria - Belgium - Ciprus - Dánia - Fehéroroszország - Franciaország - Horvátország - Görögország - Írország - Koszovó - Lengyelország - Magyarország - Málta - Nagy-Britannia - Németország - Olaszország - Oroszország - Hollandia - Norvégia - Portugália - Spanyolország - Svájc - Szlovénia - Ukrajna | Afrika - Botswana - Ghána - Kamerun - Malawi - Mozambik - Namíbia - Nigéria - Dél-afrikai Köztársaság - Zambia - Zimbabwe - Seychelle-szigetek | Ázsia - Azerbajdzsán - Egyesült Arab Emírségek - Grúzia - India - Kína - Katar - Kirgizisztán - Omán - Örményország - Pakisztán - Srí Lanka - Szaúd-Arábia | Ausztrália - Ausztrália |